# PRAF2
PRAF2 (англ. PRA1 domain family member 2) – білок, який кодується однойменним геном, розташованим у людей на короткому плечі X-хромосоми. Довжина поліпептидного ланцюга білка становить 178 амінокислот, а молекулярна маса — 19 258.
| 10         |  | 20         |  | 30         |  | 40         |  | 50         |
| ---------- |  | ---------- |  | ---------- |  | ---------- |  | ---------- |
| MSEVRLPPLR |  | ALDDFVLGSA |  | RLAAPDPCDP |  | QRWCHRVINN |  | LLYYQTNYLL |
| CFGIGLALAG |  | YVRPLHTLLS |  | ALVVAVALGV |  | LVWAAETRAA |  | VRRCRRSHPA |
| ACLAAVLAVG |  | LLVLWVAGGA |  | CTFLFSIAGP |  | VLLILVHASL |  | RLRNLKNKIE |
| NKIESIGLKR |  | TPMGLLLEAL |  | GQEQEAGS   |  |            |  |            |

A: Аланін

C: Цистеїн

D: Аспарагінова кислота

E: Глутамінова кислота

F: Фенілаланін

G: Гліцин

H: Гістидин

I: Ізолейцин

K: Лізин

L: Лейцин

M: Метіонін

N: Аспарагін

P: Пролін

Q: Глутамін

R: Аргінін

S: Серин

T: Треонін

V: Валін

W: Триптофан

Задіяний у таких біологічних процесах, як транспорт, транспорт білків. 
Локалізований у мембрані, ендосомах.